# Nostra
Nostra est un groupe franco-letton de musique post-rock et post-metal fondé en 2016 à Riga, en Lettonie.
La musique de Nostra est inspirée à la fois par les paysages urbains post-soviétiques ainsi que par la nature qui en reprend possession. Des influences artistiques sont également visibles, que cela soit les écrivains Yukio Mishima (La Mer de la fertilité) et Robert W. Chambers (Le Roi en jaune) ou le réalisateur russe Andreï Tarkovski (Stalker).
Nostra sort son premier EP Transmission(s) en 2018. Le buzzer de la station radio russe fantôme UVB-76 peut y être entendu. En 2019 Nostra sort son premier album, Nemoralis et gagne le concours Hadrons destiné aux jeunes groupes de musique et interprètes. En 2020, le groupe sort son second EP Law of the Tongue et remporte le prix de musique Alternative.lv en tant que meilleur nouveau groupe. Le second album, Sea of Fertility sort en 2023. Il a été masterisé au studio Grey Market Mastering par Harris Newman qui a travaillé, entre autres, avec Crystal Castles, Wolf Parade, Tindersticks, Godspeed You! Black Emperor. La couverture a été dessinée par l'artiste letton Atis Jākobsons.
Sea of Fertilty a été primé meilleur album alternatif, expérimental et post-metal pour l'année 2023 lors de la cérémonie des prix du métal letton. Le groupe a également été nommé pour la principale récompense musicale en Lettonie Zelta Mikrofons (Microphone d'Or) dans la catégorie du meilleur album rock ou métal.
Nostra se produit régulièrement en concert avec d'autres groupes lettons, mais aussi étrangers (comme Shy, Low ou The Foreign Resort).

## Discographie
- Transmission(s) (EP) (2018)
- Nemoralis (LP) (2019)
- Law of the Tongue (EP) (2020)
- Sea of Fertility (LP) (2023)
- Live at Gateris (EP) (2024)

## Clip vidéos
- Delta (2023)